# Kim Coates

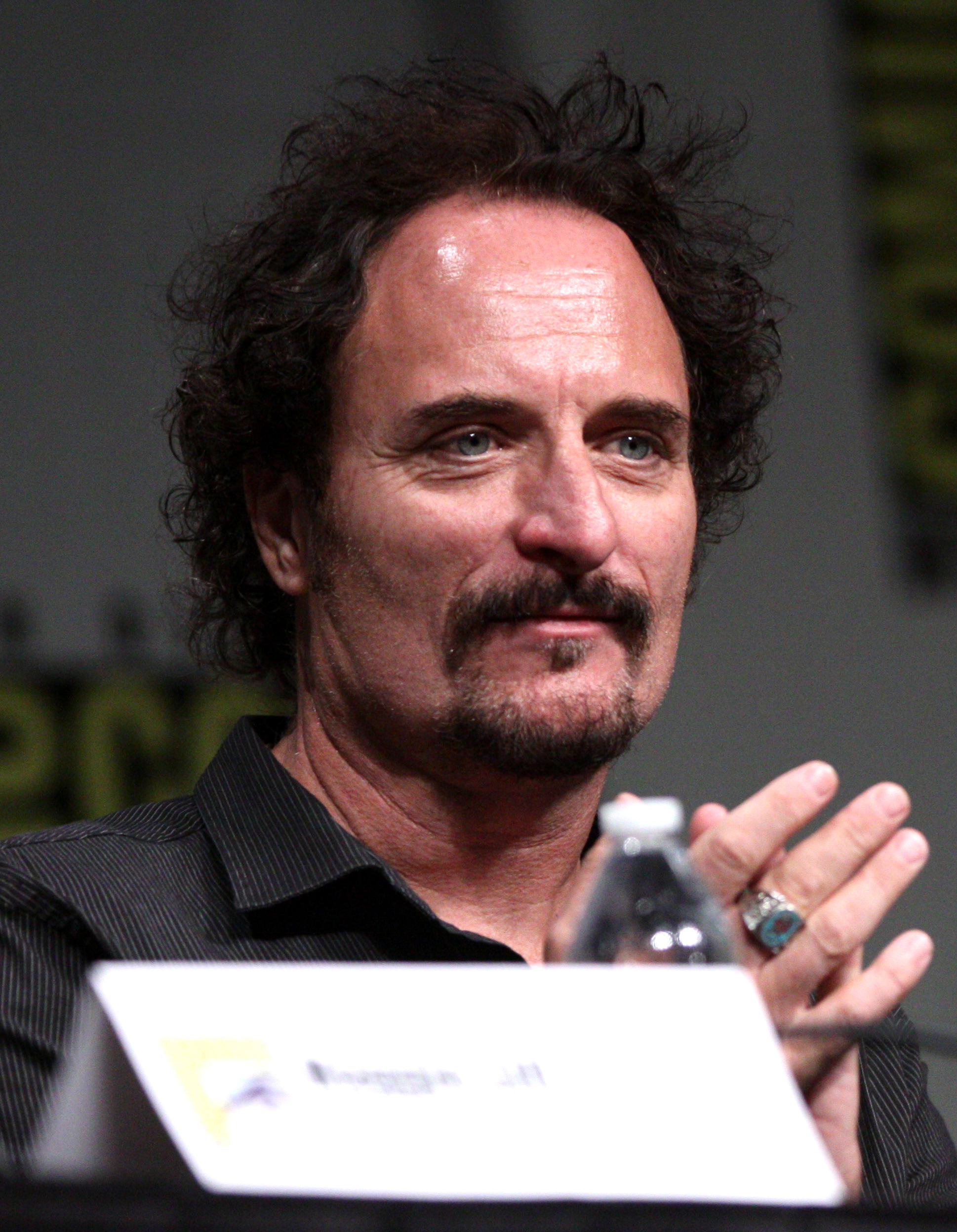
Kim Coates (2012)

Kim Coates (* 21. Februar 1958 in Saskatoon, Saskatchewan) ist ein kanadischer Schauspieler.

## Leben
Mitte der 1980er Jahre begann Coates seine Karriere am Neptune-Theater in Halifax, wo er unter anderem in der West Side Story und Romeo und Julia auftrat. Kurz darauf hatte Coates in The Boy in Blue seinen ersten Auftritt in einem US-Film.
1998 wurde Kim Coates für die Serien Poltergeist – Die unheimliche Macht und Dead Silence – Flammen in der Stille zweimal für den Fernsehpreis Gemini Award nominiert.
Seine bekanntesten Rollen in den 2000er Jahren waren die des Jack Richards in dem Kriegsfilm Pearl Harbor, des Charles Whittmann in dem Actionfilm Die Insel und die des Officer Thomas Gucci in dem Horrorfilm Silent Hill. Zudem war er in den Fernsehserien Prison Break und Sons of Anarchy zu sehen, seit 2017 in einer Hauptrolle in Bad Blood. 2019 gewann er für diese Rolle einen Canadian Screen Award. Sein Schaffen umfasst mehr als 140 Film- und Fernsehproduktionen.
Coates ist verheiratet und Vater von zwei Kindern.

## Filmografie (Auswahl)
- 1985; 1987: Nachtstreife (Night Heat, Fernsehserie, 2 Folgen)
- 1986: Finish – Endspurt bis zum Sieg (The Boy in Blue)
- 1987: Miami Vice (Fernsehserie, Folge 3x22)
- 1988: Palais Royale (Palais Royale)
- 1989: Cold Front – Ein Killer läuft Amok (Cold Front)
- 1989: Blind Fear – Nackte Angst (Blind Fear)
- 1989: The Amityville Curse – Der Fluch (The Amityville Curse)
- 1989: Der Tanz des Skorpions (La danse du scorpion, Fernsehfilm)
- 1990: Schwarzes Leder, heißes Blut (Dreamliners)
- 1991: Last Boy Scout – Das Ziel ist Überleben (The Last Boy Scout)
- 1991: Dracula ist wieder da (Dracula: The Series, Fernsehserie, Folge 1x07)
- 1992: Under Cover of Darkness
- 1992: Bloody Marie – Eine Frau mit Biß (Innocent Blood)
- 1993: Harmony Cats
- 1994: Der Klient (The Client)
- 1994: The Club
- 1994: Im Netz des Wahnsinns (I Know My Son is Alive)
- 1995: Waterworld
- 1995: Bad Boys – Harte Jungs (Bad Boys)
- 1995: Verschwörung der Patrioten (The Shamrock Conspiracy)
- 1996: Unforgettable
- 1996: Crash
- 1996: Carpool – Mit dem Gangster auf der Flucht (Carpool)
- 1997: Dead Silence – Flammen in der Stille (Dead Silence)
- 1997: Poltergeist – Die unheimliche Macht (Poltergeist: The Legacy, Fernsehserie, Folge Transference)
- 1998: Airborne – Bete, daß sie nicht landen! (Airborne)
- 1999: Killing Virus – Todesflug 335 (Killing Moon, Fernsehfilm)
- 2000: Battlefield Earth – Kampf um die Erde (Battlefield Earth: A Saga of the Year 3000)
- 2000: XChange
- 2000: Killing Moon (Killing Moon)
- 2000: Unter falschem Namen (Auggie Rose)
- 2001: Black Hawk Down
- 2001: Pearl Harbor
- 2001: Full Disclosure
- 2003: Open Range – Weites Land (Open Range)
- 2003: Thought Crimes – Tödliche Gedanken (Thoughtcrimes)
- 2003: Hollywood North
- 2004: Unstoppable
- 2004: Bandido
- 2005: CSI: NY (Fernsehserie, Folge 1x16)
- 2005: Das Ende – Assault on Precinct 13 (Assault on Precinct 13)
- 2005: Die Insel (The Island)
- 2005: Hostage – Entführt (Hostage)
- 2005: Herkules (Fernsehfilm)
- 2006: Silent Hill
- 2006: Skinwalkers
- 2006: King of Sorrow
- 2006: Verbraten und Verkauft (Grilled)
- 2006: 12 Hours to live
- 2006–2007, 2009: Prison Break (Fernsehserie, 6 Folgen)
- 2007: Smallville (Fernsehserie, 3 Folgen)
- 2007: Alien Agent
- 2007: Zwischen den Fronten (The Poet)
- 2007: The Dresden Files (Fernsehserie, Folge 1x04)
- 2008: Hero Wanted – Helden brauchen kein Gesetz (Hero Wanted)
- 2008: Late Fragment
- 2008: 45 R.P.M.
- 2008: Cold Case – Kein Opfer ist je vergessen (Cold Case, Fernsehserie, Folge: Sabotage)
- 2008–2009: CSI: Miami (Fernsehserie, 6 Folgen)
- 2008, 2011: Entourage (Fernsehserie, 2 Folgen)
- 2008–2014: Sons of Anarchy (Fernsehserie, 91 Folgen)
- 2010: Sinners and Saints
- 2010: Resident Evil: Afterlife
- 2010: Human Target (Fernsehserie, Folge: Saldovars Gold)
- 2010: A Little Help
- 2011: Goon – Kein Film für Pussies (Goon)
- 2011: Sacrifice – Tag der Abrechnung (Sacrifice)
- 2013: Robosapien – Mein Freund Cody (Robosapien: Rebooted)
- 2013: Die dunkle Wahrheit (A Dark Truth)
- 2013–2014: Crossing Lines (Fernsehserie, 4 Folgen)
- 2013: Ferocious – Ruhm hat seinen Preis (Ferocious)
- 2014: Mutantenwelt (Mutant World)
- 2016: Kevin Can Wait (Fernsehserie, Folge 1x17)
- 2016: Die wahren Memoiren eines internationalen Killers (True Memoirs of an International Assassin)
- 2017: Godless (Fernsehserie, 5 Folgen)
- 2017–2018: Ghost Wars (Fernsehserie, 11 Folgen)
- 2017–2018: Bad Blood (Fernsehserie, 14 Folgen)
- 2020: Fantasy Island
- 2021: The Crew (Fernsehserie, Folge 1x02)
- 2021: See for Me
- 2022: Mayans M.C. (Fernsehserie, 1 Folge)
- 2025: The Walking Dead: Dead City (Fernsehserie, 5 Folgen)
- 2025: American Primeval (Miniserie, 4 Folgen)